# Bangladesh Nationalistische Partij

Verkiezingssymbool Bangladesh Nationalistische Partij.

De Bangladesh Nationalistische Partij (Bengaals: বাংলাদেশ জাতীয়তাবাদী দল, geromaniseerd: Bangladesh Jatiotabadi Dal, afgekort BNP of Nationalistische Partij) is een belangrijke politieke partij in Bangladesh. De BNP werd op 1 september 1978 opgericht door de in 1981 overleden president van Bangladesh, Ziaur Rahman, om mensen met een nationalistische ideologie te verenigen. Later werd de BNP een van de twee meest dominante partijen in Bangladesh, samen met haar aartsrivaal de Awami Liga. Aanvankelijk was de BNP een brede volkspartij in het politieke centrum, maar later verschoof ze naar een meer rechtse politiek.  